# 2024년 하계 올림픽 네팔 선수단
2024년 하계 올림픽 네팔 선수단은 2024년 7월 26일부터 8월 11일까지 프랑스 파리에서 열린 2024년 하계 올림픽에 참가한 올림픽 네팔 선수단이다.
2024년 하계 올림픽은 네팔이 처음으로 출전한 1964년 올림픽 이후 네팔의 15번째 하계 올림픽 출전이 된다.

## 출전 선수
| 종목     | 남자 | 여자 | 전체 |
| -------- | ---- | ---- | ---- |
| 배드민턴 | 1    | 0    | 1    |
| 사격     | 0    | 1    | 1    |
| 수영     | 1    | 1    | 2    |
| 유도     | 0    | 1    | 1    |
| 육상     | 0    | 1    | 1    |
| 탁구     | 1    | 0    | 1    |
| 전체     | 3    | 4    | 7    |

## 메달 집계
| 종목 | 1 | 2 | 3 | 합계 |
| 종목 | ' | ' | ' | '    |
| 종목 | ' | ' | ' | '    |
| 종목 | ' | ' | ' | '    |
| 합계 | ' | ' | ' | '    |

## 종목별 성적

### 배드민턴
- 프린스 다할

### 유도
- 마니타 시레스타 프라단

### 육상
- 산토시 슈레스타

## 같이 보기
- 2024년 하계 올림픽